# Indianapolis Olympians 1951-1952
La stagione 1951-52 degli Indianapolis Olympians fu la 3ª nella NBA per la franchigia.
Gli Indianapolis Olympians arrivarono terzi nella Western Division con un record di 34-32. Nei play-off persero la semifinale di division con i Minneapolis Lakers (2-0).

## Roster
| N° | Naz.                   | Ruolo | Sportivo        | Anno | Alt. | Peso |
| -- | ---------------------- | ----- | --------------- | ---- | ---- | ---- |
| 5  | Stati Uniti (bandiera) | GA    | Paul Walther    | 1927 | 188  | 73   |
| 6  | Stati Uniti (bandiera) | G     | Ralph O'Brien   | 1928 | 175  | 73   |
| 8  | Stati Uniti (bandiera) | AC    | Bob Lavoy       | 1926 | 201  | 84   |
| 9  | Stati Uniti (bandiera) | G     | Bill Tosheff    | 1926 | 185  | 79   |
| 10 | Stati Uniti (bandiera) | G     | Cliff Barker    | 1921 | 188  | 84   |
| 14 | Stati Uniti (bandiera) | A     | Joe Holland     | 1925 | 193  | 84   |
| 16 | Stati Uniti (bandiera) | GA    | Dillard Crocker | 1925 | 193  | 93   |
| 17 | Stati Uniti (bandiera) | A     | Wah Wah Jones   | 1926 | 193  | 102  |
| 18 | Stati Uniti (bandiera) | AC    | Don Lofgran     | 1928 | 196  | 91   |
| 19 | Stati Uniti (bandiera) | AC    | Joe Graboski    | 1930 | 201  | 88   |
| 20 | Stati Uniti (bandiera) | GA    | Leo Barnhorst   | 1924 | 193  | 86   |

## Staff tecnico
- Allenatore: Herm Schaefer